# VShojo
VShojo là một công ty quản lý YouTuber ảo (VTuber) có trụ sở tại Hoa Kỳ.

## Tổng quan
Đồng sáng lập nên VShojo là CEO Justin "TheGunrun" Ignacio, là một trong những người sáng lập ra Twitch, một trong những nền tảng live stream lớn nhất toàn cầu; và CTO Phillip "MowtenDoo" Fortunat, một người sáng tạo nội dung trên YouTube. Sứ mệnh của VShojo là để đặt nền móng phát triển cho các YouTuber ảo nói tiếng Anh. Công ty được khai trương vào ngày 24 tháng 11 năm 2020, là một trong những công ty VTuber đầu tiên tại Hoa Kỳ và phương Tây.
| Tên               | Ngày ra mắt với tư cách là VTuber độc lập | Ngày ra mắt với tư cách là thành viên của VShojo |
| ----------------- | ----------------------------------------- | ------------------------------------------------ |
| Apricot (Froot)   | 27 tháng 11 năm 2020                      | 27 tháng 11 năm 2020                             |
| Haruka Karibu     | 8 tháng 5 năm 2020                        | 3 tháng 12 năm 2022                              |
| Hime Hajime       | 30 tháng 1 năm 2021                       | 30 tháng 1 năm 2021                              |
| Ironmouse         | 5 tháng 8 năm 2017                        | 24 tháng 11 năm 2020                             |
| Nyatasha Nyanners | 17 tháng 7 năm 2020                       | 24 tháng 11 năm 2020                             |
| Projekt Melody    | 27 tháng 12 năm 2019                      | 24 tháng 11 năm 2020                             |
| Silvervale        | 30 tháng 7 năm 2019                       | 24 tháng 11 năm 2020                             |
| Veibae            | 12 tháng 4 năm 2020                       | 9 tháng 4 năm 2021                               |
| Zentreya          | 26 tháng 11 năm 2017                      | 24 tháng 11 năm 2020                             |
| Nguồn:            |                                           |                                                  |

| Name           | Ngày ra mắt với tư cách là VTuber độc lập | Ngày ra mắt với tư cách là thành viên của VShojo |
| -------------- | ----------------------------------------- | ------------------------------------------------ |
| Nazuna Amemiya | 16 tháng 7, 2022                          | 16 tháng 7, 2022                                 |
| Kson           | 1 tháng 5, 2016                           | 16 tháng 7, 2022                                 |
| Nguồn:         |                                           |                                                  |

Trong tháng 10 năm 2020, lần đầu tiên Ironmouse và Veibae được nằm trong Top 10 nữ streamer trên Twitch tính theo giờ xem trong tháng 10, xếp hạng bởi StreamElements.